# Konsekutivsatz
Ein Konsekutivsatz, deutsch auch Folgesatz, ist ein Nebensatz, der eine Folge des im übergeordneten Satz genannten Sachverhaltes angibt. Der Konsekutivsatz wird traditionell zu den Adverbialsätzen gerechnet. Obwohl der Konsekutivsatz äußerlich manchmal als einfacher dass-Satz erscheint, ist er vom Inhaltssatz zu unterscheiden.
Ein Konsekutivsatz steht im Nachfeld des Hauptsatzes und wird dort häufig an ein vorausgehendes Adverb wie z. B. so oder derart angeschlossen, das im Satzinneren sein Korrelat bildet. Solche Konstruktionen bestimmen oft den Grad, zu dem eine Eigenschaft vorliegt, anhand der Auswirkung, die im Konsekutivsatz genannt ist (siehe die ersten Beispiele unten). Daneben gibt es Sätze, die mit einer zusammengesetzten Konjunktion eingeleitet sind: so dass, sodass, als dass. Die Bedeutung ist dann – wie im vorvorletzten Beispiel unten – häufig die einer kausalen Abfolge von zwei Sachverhalten. Vereinzelt kann auch dass alleine einen Konsekutivsatz bilden, vor allem in der gesprochenen Sprache. Ein negativer Konsekutivsatz verwendet zu vor einem Adjektiv oder Partizip 2 im Hauptsatz und leitet den Nebensatz mit als dass ein, wobei das Verb des Nebensatzes dann im Konjunktiv II steht (siehe vorletzter Beispielsatz). Mithilfe von zu …, um … zu kann ebenfalls ein negativer Konsekutivsatz gebildet werden: zu steht auch hier vor einem Adjektiv oder Partizip 2 im Hauptsatz, um leitet den Nebensatz ein, in dem das Verb im mit zu erweiterten Infinitiv steht (siehe letzter Beispielsatz).

## Beispiele
- Er ist so krank, dass er zum Arzt muss.
- Der Motorradfahrer fuhr so schnell, dass er in der Kurve von der Straße abkam.
- Der Storch flog so hoch, dass man ihn nicht mehr sehen konnte.
- Bei seinem Auftritt war er so nervös, dass er seinen Text vergaß.
- Er fuhr so schnell, dass ihn keiner mehr überholen konnte.
- Die Hitze erwärmt die Luft, sodass sie aus den Gläsern entweicht.
- Hinsichtlich der Datenbanksicherheit wurde schon zu oft gelogen, als dass man den Betreibern von Netzwerken glauben könnte. (Negativer Konsekutivsatz mit zu … als dass)
- Wir sind zu weit gekommen, um jetzt aufzugeben. (Negativer Konsekutivsatz mit zu …, um … zu)